# Rajendra Kumar Pachauri
Rajendra Kumar Pachauri (né le 20 août 1940 à Nainital dans l’Uttarakhand en Inde et mort le 13 février 2020 à New Delhi (Delhi)) est un ingénieur et un universitaire indien, président du GIEC de 2002 à 2015. 
Il est également à la tête de l’Institut de l’énergie et des ressources indiennes (en) (TERI, The Energy and Resources Institute), anciennement connu sous le nom de Tata Energy Research Institute, institution consacrée au développement durable.

## Biographie
Rajendra Kumar Pachauri est né à Nainital. Il a étudié à l'Institut indien des Chemins de fer de génie mécanique et électrique à Jamalpur (Bihar). Il a commencé sa carrière avec les chemins de fer indiens au Diesel Locomotive Works à Varanasi. Il a rejoint la North Carolina State University à Raleigh, États-Unis, où il a obtenu une maîtrise en génie industriel en 1972, et un doctorat avec des co-majors en génie industriel et en économie en 1974. Sa thèse de doctorat est intitulée, Un modèle dynamique pour la prévision de la demande d'énergie électrique dans une région spécifique située en Caroline du Nord.
Rajendra Kumar Pachauri a été associé à divers établissements universitaires et instituts de recherche. Il a été membre :
- du conseil d’administration de l’Indian Oil Corporation de janvier 1999 à septembre 2003 ;
- du conseil d’administration de GAIL (en) d’avril 2003 à octobre 2004 ;
- du National Thermal Power Corporation d’août 2002 à août 2005 ;
- du conseil des gouverneurs de Shriram la recherche scientifique et industrielle Fondation (septembre 1987) ;
- du comité exécutif de l'India International Centre (en) (IIC), New Delhi (1985) ;
- du conseil d’administration de l’India Habitat Centre (en), à New Delhi (octobre 1987) ;
- de la cour des gouverneurs de l’Administrative Staff College of India (ASCI) (1979-1981).

Rajendra Kumar Pachauri est l’un des membres de l’External Advisory Board du Chicago Climate Exchange (CCX), la bourse américaine des crédits carbone.
Il est également membre du comité d'honneur de la Fondation Chirac, lancée en 2008 par l'ancien chef de l'État Français Jacques Chirac pour agir en faveur de la paix dans le monde. 
Pour sa contribution à l’environnement, il a reçu le Padma Bhushan en 2001, l’une des distinctions civiles les plus élevées en Inde, reconnaissant tout service éminent rendu à la nation. Il est officier de la légion d'honneur depuis 2006. Il représenta le GIEC lors de la remise du prix Nobel de la paix 2007, que le GIEC partagea avec Al Gore. Il a reçu le Prix MEDays 2010 de l'Environnement et du développement durable, décerné par l'Institut Amadeus dans le cadre du Forum international « MEDays, le Forum du Sud ».
Lors de la conférence de Copenhague en décembre 2009 sur le changement climatique, il a logiquement demandé à l'ensemble des pays de réels efforts pour réduire les émissions de gaz à effet de serre au plus vite. 
De même, dans sa préface du livre de Robert Kandel, Turning the Tide on Climate change, il demande que l'on respecte les conclusions du 4e rapport du GIEC et demande à « l'industrie de mettre en pratique ce qu'elle prêche car, via ses solutions d'amélioration de l'efficacité énergétique, l'industrie chimique a le potentiel pour être à la pointe de la lutte contre le changement climatique et pour l'adaptation nécessaire ».

## Controverses
Rajendra Kumar Pachauri a été critiqué, en particulier fin 2009 et début 2010, pour un supposé parti pris dans les travaux du GIEC et des affirmations hâtives contredisant les sceptiques là où ils avaient raison. Ainsi, Rajendra Pachauri a dû s'excuser et retirer ses affirmations précédentes sur la fonte des glaciers de l'Himalaya. De même, Martine Tabeaud et Xavier Browaeys, deux universitaires français, professeurs de climatologie et de géographie, l'ont critiqué pour avoir soutenu que c’est l’eau de fonte des glaciers qui permet la culture irriguée dans les plaines très densément peuplées de l’Inde, du Bangladesh, de la Birmanie, de la péninsule indochinoise et de la Chine, des propos que « la lecture de n’importe quel manuel de géographie du secondaire suffit à invalider » car, « à l’exception des hautes vallées aux faibles densités, c’est la mousson qui rythme le calendrier agricole, qui détermine les récoltes et conditionne les systèmes d’irrigation. » Selon le journaliste Stéphane Foucart, « la plupart des critiques qui visent le GIEC et son président leur attribuent une tendance à l'alarmisme ». Il a également été visé par des accusations de conflits d'intérêts et d'enrichissement personnel selon le même journal.
Ces critiques lui ont valu de nombreux appels à la démission,,,,,,,,. 
Le 24 février 2015, Rajendra Kumar Pachauri quitte définitivement ses fonctions. Selon l'ONU, il était visé par une plainte d'une ancienne employée pour harcèlement sexuel.

## Distinctions
- 2008 : docteur honoris causa de l'université Yale
- 2009 : docteur honoris causa de l'université de Liège[20]
- 2010 : docteur honoris causa de l'université d'Anvers[21]